# Syllepis
Syllepis is een geslacht van vlinders van de familie van de grasmotten (Crambidae), uit de onderfamilie van de Spilomelinae. De wetenschappelijke naam en de beschrijving van dit geslacht zijn voor het eerst gepubliceerd in 1832 door Felipe Poey. Poey beschreef ook de eerste soort uit het geslacht, Syllepis marialis, die als typesoort is aangeduid.

## Soorten
- S. aurora Munroe, 1959
- S. hortalis (Walker, 1859)
- S. latimarginalis Munroe, 1970
- S. marialis Poey, 1832
- S. religiosa Munroe, 1963
- S. semifuneralis Munroe, 1970
- S. triangulifera Munroe, 1970